# Poloweltmeisterschaft 2001
Die VI. Poloweltmeisterschaft fand vom 28. März bis 8. April 2001 in der australischen Stadt Melbourne statt. Als Ausrichtungsort diente der Werribee Park.
| Platz | Land | Sportler                                                      |
| ----- | ---- | ------------------------------------------------------------- |
| 1     | BRA  | Luiz Diniz, Aluisio Rosa Rodrigo Andrade, Olavo Novaes        |
| 2     | AUS  | Drew Slack-Smith, Andrew Williams Mark Field, Damien Johnston |

Finale

Brasilien - Australien 10-9
weitere Teilnehmer
Argentinien, England, Indien, Italien, Kanada, Vereinigte Staaten